# Augusto César Sandino
Augusto Nicolás Calderón Sandino (Niquinohomo, 18. svibnja 1895. – Managua, 21. veljače 1934.)  bio je nikaragvanski revolucionar i vođa pobune protiv američke okupacije Nikaragve između 1927. i 1933. godine.
Ubijen je 1934. godine po naređenju Anastasia Somoze, zapovjednika nikaragvanske nacionalne garde i kasnijeg diktatora.
Sandino je jedan od najvažnijih narodnih heroja današnje Nikaragve.

## Biografija

### Rani život
Augusto Calderón Sandino rođen je 18. svibnja 1895. godine u nikaragvanskom gradiću Niquinohomu iz braka bogatog zemljoposjednika Gregoria Sandina i služavke Margerite Calderón. Prvih devet godina života provodi uz majku, a kasnije živi s ocem.
Godine 1921. Sandino pokušava ubiti Dagoberta Rivasa, sina uvaženog gradskog vijećnika, jer mu je vrijeđao majku. Atentat propada i Sandino mora bježati - najprije u Honduras, zatim u Gvatemalu, a na kraju u Meksiko. U Meksiku se zapošljava u rafineriji nafte i povezuje s anarhističkim, komunističkim i antiimperijalističkim grupama te usvaja antiklerikalne stavove i nikaragvanski nacionalizam.
U Nikaragvu se vraća 1926. godine, pošto je njegov slučaj otišao u zastaru te se zaposlio u rudniku zlata.

### Vođa gerilaca
Ubrzo po Sandinovom povratku, Nikaragvu je zahvatio građanski rat između konzervativaca (pristaša pro-američkog predsjednika Adolfa Díaza) i liberala.
Sandino je na brzinu organizirao radnike u rudniku u kojem je radio te predvodio bezuspješni napad na garnizon konzervativaca.
Nakon početnog neuspjeha otišao je u centar pobune, luku Puerto Cabezas, gdje se susreo s glavnim zapovjednikom liberalnih snaga i budućim predsjednikom Nikaragve, generalom José Maríom Moncadom. Moncada mu je nevoljko odlučio dati potporu iako se bojao Sandinovih gerilaca zbog njihove potpune neovisnosti o zapovjedništvu liberalne vojske.
Godine 1927. Sandino popunjuje svoju vojsku seljacima i provodi uspješne zasjede i napade na konzervativne trupe, a sudjelovao je i u maršu liberalnih snaga na glavni grad Nikaragve, Managuu.
Po okončanju marša liberali su se nalazili u predgrađima Manague i bili na korak do pobjede nad konzervativnim predsjednikom Adolfom Díazom. Međutim, SAD nije mogao dopustiti takav razvoj događaja jer je prevlast liberala u Nikaragvi značila izravnu opasnost za američke poslovne interese zbog kojih je američka vojska još 1912. godine napala tu državu.
Pod pritiskom američke vlade, liberali i konzervativci u svibnju 1927. godine potpisuju Ugovor iz Espina Negra kojim je Adolfu Díazu omogućen miran kraj predsjedničkog mandata te dogovorena podjela vlasti i uspostava nove, nestranačke vojske pod patronatom SAD-a.
Sandino odbija poštovati taj ugovor smatrajući ga izdajom i nastavlja s gerilskim ratom, ovaj put bez moćnih saveznika. Početkom srpnja iste godine Sandino objavljuje svoj manifest u kojem Moncadu proziva "izdajicom domovine" i objavljuje rat SAD-u, kojeg naziva "Kolosom sa Sjevera".
Dana 27. srpnja 1927. godine Sandinova vojska vrši prvi napad na jedinicu američkih Marinaca i nikaragvanske Nacionalne Garde. Napad je s lakoćom odbijen i sandinisti gube 60, marinci jednog, a Garda tri vojnika. Nakon tog poraza sandinisti se koriste gotovo isključivo zasjedama kao metodom borbe.
U kasnijim mjesecima 1927. godine Sandino mijenja svoje ime u Augusto César Sandino i svoju vojsku naziva "Vojska obrane nacionalnog suvereniteta Nikaragve". U tom razdoblju Marinci nekoliko puta pokušavaju zarobiti Sandina, ali im zbog nepoznavanja lokalnog terena to nikako ne polazi za rukom.
Godine 1928., u jeku rata, u pismu izjavljuje: "Neću napustiti otpor, sve dok gusarski napadači, ubojice slabih, nisu izbačeni iz moje zemlje. Natjerat ću ih da shvate kako će ih njihovi zločini koštati (...)"
Velika depresija natjerala je američku vladu na povlačenje iz Srednje Amerike 1931. godine. Posljednji američki vojnici otišli su iz Nikaragve 1933. godine, do kada je 130 marinaca poginulo. Godinu ranije Managuu je pogodio potres i oslabio središnju vlast, omogućivši sandinističkom pokretu uzlet.
Iste godine za predsjednika Nikaragve izabran je Juan Bautista Sacasa, još jedan liberal koji je odbio poštovati Ugovor iz Espina Negra. Sandino je odmah po njegovom dolasku na vlast otišao na pregovore i donio odluku o polaganju oružja u razdoblju od tri mjeseca, u zamjenu za dodjelu poljoprivrednog zemljišta njegovim vojnicima.

### Smrt
Usprkos dogovoru, Sandino je ostao uvjeren kako bi se Nacionalna Garda, kao instrument američke okupacijske vlasti, trebala rasformirati, čime je zaslužio mržnju među časnicima Garde.
Zapovjednik nacionalne garde, Anastasio Somoza García, naredio je njegovo smaknuće mimo volje predsjednika Sacase.
Augusto César Sandino poginuo je 21. veljače 1934. godine u zasjedi zajedno sa svojim ocem, bratom Sokratom, generalima Estrandom i Umanzorom te pjesnikom i ministrom u Sacasinoj vladi Sofoníasom Salvatierrom.
Sandinovi ostaci pokopani su na nepoznatoj lokaciji u manauškoj četvrti Larreynaga.

## Nasljeđe
Augusto Sandino postao je idol brojnim nikaragvanskim, ali i svjetskim ljevičarima - od Che Guevare do Huga Chaveza.
U Nikaragvi je šezdesetih godina 20. stoljeća nastao "Sandinistički front narodnog oslobođenja" (FSLN) koji je 1979. godine srušio s vlasti Anastasia Somozu mlađeg, sina Sandinova ubojice.